# Suscher Disputationen
Die Suscher Disputationen (auch Suscher Religionsgespräche) waren ausgelöst durch einen Streit um die Kindstaufe (Disputation vom Jahreswechsel 1537/1538) bzw. von Glaubensansichten italienischer Exulanten, welche von der evangelisch-rätischen Synode nicht gebilligt wurden (Disputation von 1544). Die Disputationen fanden in der Reformierten Kirche Susch im Unterengadin (Schweiz) statt.

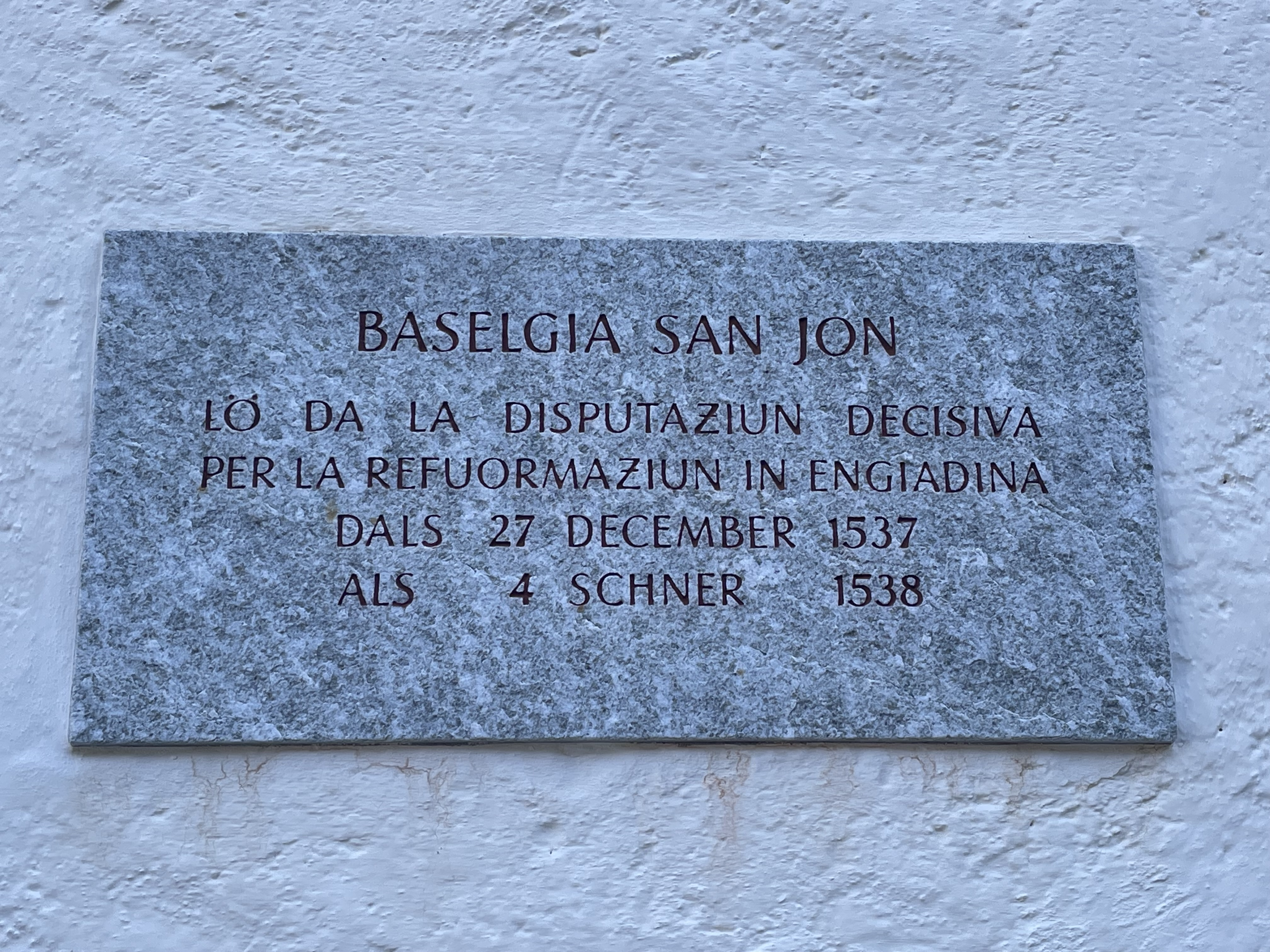
Gedenktafel in Erinnerung an die Suscher Disputationen

## Erste Suscher Disputation, 1537/1538
Ausgangspunkt zum Suscher Religionsgespräch vom 27. Dezember 1537 bis zum 4. Januar 1538 war ein Streit um die Nottaufe. Es ging dabei – in rätoromanischer Sprache – um die Auseinandersetzung zwischen altem und neuen Glauben und um die Behauptung des evangelischen Glaubens im Engadin. Anlass war die Taufe der kränklichen Tochter von Durich Chiampell (deutsch: Ulrich Campell) am Auffahrtstag 10. Mai 1537. Da Durich Chiampell in Malans GR bei Philipp Gallicius weilte und der Priester vor Ort – Schwickhart Schegg – nicht genehm war, hatte Chasper Chiampell, Vater von Durich, kurzerhand seine Enkelin selbst auf den Namen Anna getauft. Sie verstarb kurz darauf. Diese Taufe löste einen Sturm der Entrüstung bei Alt- wie Neugläubigen aus. Unter Leitung einer weltlichen Gerichtsbarkeit disputierten Geistliche und Gesandte des Engadins. In der Streitfrage der Kindstaufe wurde beschlossen, dass die Taufe durch einen Pfarrer zu erfolgen habe. Bei Abwesenheit desselben könne die Hebamme die Taufe vornehmen, und bei deren Fehlen auch Laien.
Wie bei anderen Disputationen rang man im Vorfeld um Vorentscheide: Nach welcher Reihenfolge sollten die Streitfragen erörtert werden? Was hatte als Richtschnur zu dienen, die Heilige Schrift alleine oder auch kirchliche Tradition? Hierin trafen die politischen Assessoren eine Vorentscheidung zugunsten der Evangelischen: Nur die Beweisgründe aus der Bibel hatten Gültigkeit. Auch der Zeitpunkt des Streitgesprächs war mit Absicht gewählt: Durch die Nähe zum Weihnachtsfest und wegen der Lawinengefahr, hoffte die katholische Seite darauf, dass die Evangelischen von jenseits der Berge von der Teilnahme abgehalten würden.
Seitens der katholischen Partei wurde die Suscher Disputation von 1537/1539 durch den Bischöflichen Vikar, den Weihbischof und den Abt von St. Luzi angeführt. Die wichtigsten Exponenten der Reformierten waren Johannes Blasius, Peter Brun, Andreas Fabricius und Philipp Gallicius. Zwei Assessoren aus jedem Bunde beaufsichtigten die Disputation. Auch zwei Abgeordnete aus Zürich nahmen teil.
Im 58. Kapitel seiner rätischen Geschichte berichtet der damals 27-jährige Durich Chiampell eingehend über die mit Spannung erwartete Disputation, war doch die Nottaufe seines eigenen Töchterchens durch den Grossvater äusserer Anlass für das Religionsgespräch. Wie Chiampell berichtet, hat er während der Verhandlungen nichts notiert, sondern hat später für seinen Bericht die Aufzeichnungen seitens Gian Travers aus Zuoz und von Wolfgang Salett (Stadtschreiber und Bürger von Chur, aus Zuoz stammend) verwendet. Gemäss Chiampell «Schien Travers von allen Boten allein unparteiisch zu sein, so dass es unmöglich war zu sagen, welche Partei er (Travers) begünstigte». Der Entscheid der Richter am Schluss der Disputation lautete: «Es könne jeder frei und ungehindert das glauben, was nach seiner Meinung göttlichen Ursprungs sei und was er vor Gott zu verantworten sich getraue.» Zur Disputation gibt es keinen zeitgenössischen katholischen Bericht. Für den Erfolg der Evangelischen spricht der Verlauf der weiteren religiösen Auseinandersetzung: Kurze Zeit nach diesem Religionsgespräch traten mehrere Unterengadiner Gemeinden zum reformierten Glauben über (Ardez 1538, Ftan 1542, Sent und Tschlin 1545, Samnaun und Susch 1550).

## Zweite Suscher Disputation, 1544
Das zweite Suscher Religionsgespräch 1544 wurde veranlasst durch die Haltung zweier italienischer Mönche aus Kalabrien, welche in Ftan und Lavin wirkten. Wie manche andere Exulanten verkündigten sie Glaubensansichten, welche die Vertreter der evangelisch-rätischen Synode nicht billigten. Die Eigenartigkeit dieses Religionsgesprächs von 1544 bestand darin, dass sich auch einige katholische Vertreter daran beteiligten, unter anderem der Hauptmann der Fürstenburg im Vintschgau und Gian Travers aus Zuoz. So standen an dieser Disputation Katholiken und Evangelische vereint im Kampfe gegen italienische «Nonkonformisten». Nach dieser Auseinandersetzung konnten sich die Italiener in den von ihnen betreuten Gemeinden nicht mehr halten.
Diese zweite Disputation stand nicht unter geistlichem Vorsitz, sondern wurde von der Kriminalobrigkeit verhandelt. Die Gemeinde Ftan hatte einen gewissen Franceso aus Kalabrien als Prediger angenommen, obwohl dieser von der Synode nicht als Prediger anerkannt war. Er war ein Freund und Schüler von Bernardino Ochino. Francesco war ein absoluter Gegner der Kindertaufe und ein klarer Verfechter der Vorherbestimmung. Die Klage gegen ihn wurde von den Geistlichen des Unterengadins und des Münstertals eingereicht. Dem Gericht standen vor der Pfleger von Naudersberg als Blutrichter, der Kastellan von Fürstenburg, Thomas Planta namens des Bischofs und Gian Travers als Abgeordneter des Oberengadins. Als Opponenten des Kalabresen traten gemeinschaftlich Petronius Bardus, Priester aus Zuoz, und Philipp Gallicius auf. Es ging nicht nur darum, den Kalabresen zu widerlegen, sondern auch den Widerstand der Gemeinde Ftan gegen diese Synodalordnung zu brechen. Die Verhandlung schloss mit der Verbannung des Kalabresen.